# 東宝会館 (有楽町)
東宝会館（とうほうかいかん）は、1957年4月14日に東京都千代田区有楽町1丁目2-1にあった演劇専用劇場及び映画館が入居した東宝本社ビル。

## 歴史
- 1962年4月20日 - 日比谷みゆき座、洋画ロードショー劇場となる。
- 1971年2月1日 - 日比谷みゆき座に、日本最初のノー・リワインド装置を設置。
- 1982年8月15日 - 外装を新装。

## 各館の特徴

### 劇場
| 劇場名                  | 座席数                             | 音響設備         | フロア          |
| ----------------------- | ---------------------------------- | ---------------- | --------------- |
| 芸術座                  | 750                                | なし             | 東宝会館4階     |
| 千代田劇場 ↓ 日比谷映画 | 720席（1957年） ↓ 648席（2005年）  | トルビーデジタル | 東宝会館1階     |
| 日比谷みゆき座          | 810席 （1957年） ↓ 756席（2004年） | トルビーデジタル | 東宝会館地下1階 |

#### 芸術座

##### 代表作
1975年
- 「おせん」

1976年
- 「おしの」

1977年
- 「おたふく物語」

1980年
- 「おたふく物語」

1989年
- 「櫂」

1990年
- 「おしの」

2000年
- 「雪まろげ」

2001年
- 「悪女について」

2003年
- 「ちょっといいかな女たち」

2004年
- 「プワゾンの匂う女」（3月～4月）
- 「おもろい女」